# Supercopa de Venezuela 2025
La Supercopa de Venezuela 2025 fue la primera edición del torneo. La disputaron el Deportivo Táchira como campeón de la Primera División de Venezuela 2024 y el Deportivo La Guaira como campeón de la Copa Venezuela 2024 en el Polideportivo de Pueblo Nuevo en San Cristóbal el 22 de marzo.
Deportivo La Guaira ganó su primer título de la Supercopa de Venezuela en el partido, derrotando al Deportivo Táchira en tiros penales luego de un empate 1-1 después de la prórroga.

## Equipos participantes
La Supercopa de Venezuela fue disputada por los campeones tanto de la Primera División Venezolana como de la Copa Venezuela del año anterior, que para su edición inaugural fueron el Deportivo Táchira y el Deportivo La Guaira, respectivamente. El Deportivo La Guaira ganó el título de la Copa Venezuela el 20 de julio de 2024, derrotando a Metropolitanos en la final, mientras que el Deportivo Táchira venció a Carabobo el 8 de diciembre de 2024 para ganar el campeonato de Primera División.
Se confirmó que ambos equipos jugarían la Supercopa de Venezuela el 11 de febrero de 2025, cuando se anunció la creación de la competición.
| Deportivo Táchira   |  | Bandera del estado Táchira      |  | Campeón de la Primera División de Venezuela 2024 |
| Deportivo La Guaira |  | Bandera de la Ciudad de Caracas |  | Campeón de la Copa Venezuela 2024                |

## Partido
El horario corresponde al huso horario de Venezuela: (UTC-4).
| 22 de marzo | Deportivo Táchira                     | 1 – 1 (t. s.)(1 – 4 p.)    | Deportivo La Guaira                      | Polideportivo de Pueblo Nuevo, San Cristóbal |                            |
| 17:45       | B. Castillo 47'                       | Reporte                    | S. Castillo 45+1'                        | Árbitro(s): Yender Herrera                   | Árbitro(s): Yender Herrera |
|             |                                       | Tiros desde el punto penal |                                          |                                              |                            |
|             | - Saggiomo - Calzadilla - B. Castillo |                            | - Flores - Castellanos - Uribe - Peralta |                                              |                            |

|  |  |

| POR               | 50 | Jesús Camargo        |     |      |
| DEF               | 33 | Nelson Hernández     |     | 46'  |
| DEF               | 13 | Pablo Camacho        |     |      |
| DEF               | 22 | Mauro Maidana        |     |      |
| DEF               | 18 | Roberto Rosales      | 27' | 94'  |
| MED               | 10 | Carlos Sosa          |     | 105' |
| MED               | 11 | Diomar Díaz          |     | 62'  |
| MED               | 24 | Juan Requena         |     | 87'  |
| MED               | 8  | Daniel Saggiomo      | 90' |      |
| DEL               | 17 | José Balza           |     | 62'  |
| DEL               | 7  | Bryan Castillo       | 25' |      |
| Sustitutos:       |    |                      |     |      |
| POR               | 1  | Armando Araque       |     |      |
| DEF               | 4  | Jesús Quintero       |     | 94'  |
| DEF               | 20 | Carlos Calzadilla    |     | 62'  |
| DEF               | 23 | Yanniel Hernández    |     | 46'  |
| DEF               | 32 | Juan David Sánchez   |     |      |
| DEF               | 44 | Edicson Tamiche      |     |      |
| MED               | 19 | Jean Franco Castillo |     | 105' |
| MED               | 21 | Juan Carlos Ortiz    |     | 87'  |
| MED               | 38 | Gustavo Lozano       |     |      |
| DEL               | 9  | Lucas Cano           |     | 62'  |
| DEL               | 27 | Luis Zúñiga          |     |      |
| DEL               | 37 | Jesús Duarte         |     |      |
| Director técnico: |    |                      |     |      |
| Edgar Pérez Greco |    |                      |     |      |

| POR                   | 1  | Eduardo Lima            |       |     |
| DEF                   | 16 | Luis Casimiro Peña      | 5'    |     |
| DEF                   | 4  | Carlos Rivero           |       |     |
| DEF                   | 30 | Richard Peralta         |       |     |
| DEF                   | 16 | Genderson Ascanio       |       | 67' |
| MED                   | 31 | Sebastián Castillo      |       | 77' |
| MED                   | 24 | Juan Luis Perdomo       | 45+3' | 97' |
| MED                   | 13 | Rommell Ibarra          | 22'   | 57' |
| MED                   | 21 | Keiber Lamadrid         |       | 77' |
| DEL                   | 9  | Anthony Uribe           |       |     |
| DEL                   | 7  | José Alí Meza           |       | 67' |
| Sustitutos:           |    |                         |       |     |
| POR                   | 1  | Giancarlo Schiavone     |       |     |
| DEF                   | 2  | Eduardo Fereira         |       |     |
| DEF                   | 3  | Carlos Rojas            |       | 67' |
| DEF                   | 48 | Ángel Peñaranda         |       |     |
| MED                   | 6  | Francisco Flores        |       | 57' |
| MED                   | 10 | Juan Carlos Castellanos |       | 77' |
| MED                   | 11 | Joiser Arias            |       |     |
| MED                   | 15 | Miguel González         |       |     |
| MED                   | 32 | Manuel Sulbarán         |       | 77' |
| MED                   | 38 | Anthwan Díaz            |       |     |
| DEL                   | 18 | Yackson Rivas           |       | 67' |
| DEL                   | 70 | José Caraballo          |       | 97' |
| Director técnico:     |    |                         |       |     |
| Juan Domingo Tolisano |    |                         |       |     |

| Árbitros asistentes: Lubín Torrealba José Martínez Cuarto árbitro: Rafael Torres Árbitro asistente de video: Marco Suárez Asistente del árbitro asistente de video: Reyes Soto | Reglas - 90 minutos. - 30 minutos de tiempo extra si era necesario. - Tanda de penales si el marcador seguía igualado. - 12 sustitutos inscritos. - Máximo 5 sustituciones, con un sexto permitido en el tiempo extra. |

|                                         |
| Bandera de la Ciudad de Caracas         |
| Campeón Deportivo La Guaira 1.er título |